# São Paulo (cuirassé)
Pour les articles homonymes, voir São Paulo (homonymie).
 (septembre 2023).
Si vous disposez d'ouvrages ou d'articles de référence ou si vous connaissez des sites web de qualité traitant du thème abordé ici, merci de compléter l'article en donnant les références utiles à sa vérifiabilité et en les liant à la section « Notes et références ».
 (septembre 2023).
Le São Paulo est le second cuirassé de classe Minas Geraes construit par la société britannique Armstrong Whitworth et Vickers pour le compte de la Marine brésilienne. Le navire est nommé en l'honneur de l'état et de la ville de São Paulo.
Le São Paulo est lancé le 19 avril 1909 et commissionné le 12 juillet 1910. Peu de temps après, il a participé à la révolte du fouet. Après l'entrée du Brésil dans la Première Guerre mondiale, le Brésil propose aux Alliés d'intégrer le São Paulo et le Minas Geraes à la Grand Fleet, ce qui sera refusé du fait de leur système de conduite de tir obsolète. Lors de la Seconde Guerre mondiale, le São Paulo, désuet technologiquement, sert de défense au port de Recife.
Le navire est perdu en mer au nord des Açores sur le chemin du chantier naval de démolition.

## Disparition
Après une carrière où, comme son sisterhip Minas Geraes il aura surtout joué le rôle inactif de flotte en vie et de batterie flottante, ancrée à demeure devant les grands ports brésiliens,  durant la Seconde Guerre mondiale (au cours de laquelle le Brésil s'est rangé aux côtés des alliés et a participé activement à la campagne d'Italie et à la lutte aéro-navale contre les U boote) le Sao Paulo, totalement obsolète et absolument inutile avec le retour de la paix, est désarmé, ses canons et ses machines sont démontés et un entrepreneur britannique le rachète en 1950 pour récupérer la ferraille dans un chantier de démolition écossais. Il quitte donc le mouillage de la baie de Rio de Janeiro le 18 septembre 1951, tiré par deux remorqueurs de haute mer, le Dexterous et le Bustler . Un équipage de gardiennage de 8 marins britanniques était embarqué sur le cuirassé réduit à l'état de ferraille inerte, privé de puissance motrice, d'électricité et, grave négligence, de moyens de communications radio.
Le 3 novembre, la situation se déteriora brusquement: Baromètre en baisse, arrivée d'une tempête et surtout avarie de gouvernail sur le second remorqueur, qui dut larguer son aussière et tenter de se traîner, vaille que vaille, jusqu'aux Açores pour réparations.
Resté seul , le Bustler dut tenter d'étaler la tempête mais à 8 heures du soir la remorque se rompit et un violent grain de pluie masqua totalement la visibilité. Au petit matin, le Sao Paulo n'était plus visible, et le patron du Bustler lança des appels radio.
Deux cargos qui s'étaient mis à la cape dans la tempête signalèrent avoirs aperçu des fusées de détresse, incitant le Bustler à se rendre directement sur zône en abandonnant la recherche méthodique par "carrés croissants" qu'il avait entreprise. Les recherches s'avérant infructueuses, la compagnie de remorquage Overseas Salvage and Towing dépêcha de Falmouth le puissant remorqueur Turmoil et son très expérimenté commandant Parker, qui devaient devenir célèbres un an plus tard, lors du remorquage épique du cargo Flying Entreprise. Des avions de la RAF entreprirent également des recherches, compliqués par une incertitude croissante sur l'éventuelle position du Sao Paulo. Les avions transmirent des rapports vagues et contradictoires (masse noire pouvant aussi bien être l'ombre de nuages, voire...un mammifère marin), le Turmoil et le Bustler agissant de concert "briquèrent" consciencieusement la mer quatre jours durant, en pure perte, et abandonnèrent finalement les recherches, et les huit infortunés marins laissés à bord du cuirassé.
L'affaire fut assez largement médiatisée à l'époque (le suspense entourant les recherches était une bonne affaire pour les gens de presse et de radio) et contribua à alimenter diverses élucubrations et légendes urbaines sur le prétendu Triangle des Bermudes, alors même que le lieu présumé de la disparition du Sao Paulo et des huit matelots était bien différent.
L'enquête du Board of Trade (le ministère du commerce britannique, compétent en matière d'enquêtes-accidents) pointa vers des conclusions bien plus prosaïques : Bien que les commandants de remorqueurs aient déclaré avoir pris soin de remplir les water - ballasts du Sao Paulo pour l'équilibrer en compensant la dépose de sa machinerie, l'infortuné cuirassé aurait chaviré et coulé presque immédiatement après la rupture des aussières de remorquage, en tombant travers au vent et aux lames, en raison d'ouvertures sur coque (hublots et prises d'eau insuffisamment aveuglées par des tôles soudées) façon implicite de faire retomber la responsabilité sur la marine brésilienne à qui incombaient ces travaux de sécurisation.